# Ancara (banda)
Ancara es una banda finlandesa de heavy metal fundada en 1996.
Ancara en un principio se llamó Metal Circus en los años 1985-1992 y posteriormente Resistance en los años 1992-1995. El batería y miembro fundador de la banda, Timo Rajala, es el único músico que ha tocado en Metal Circus, Resistancen y Ancara. El cofundador Timo Kytola fue miembro de la banda hasta 2003.
El primer sencillo de la banda, The World, fue lanzado en 2006, acompañado por el teclista Riku Niemi. El primer álbum Dawn fue a la lista de álbumes oficiales en la posición 27 y más recientemente, con Timo Kotipelto de la banda High and Loud en el álbum Beyond the Dark situándolo en la novena posición. La vocalista Agnes Pihlava fue invitada al álbum Chasing Shadows como cantante en la canción Tears With a Smile. En el tercer y último álbum de la banda hasta el momento, Hiili Hiilesmaa fue como invitado y ayudando en algunas canciones.

## Miembros
- Sammy Salminen – vocalista
- Juice Wahlsten – guitarrista, coros
- Mika Rajala – bajista
- Timo Rajala – batería
- Tuomas Keskinen – guitarrista, coros (2009-)

### Miembros antiguos
- Timo Kytölä – guitarra (1996–2003)
- Samuel Hjelt – guitarra, vocales (2003-2008)

## Discografía

### Álbumes de estudio
- Dawn (17 de mayo de 2006)
- Beyond the Dark (22 de agosto de 2007)
- Chasing Shadows (21 de octubre de 2009)

### Sencillos
- The World (23 de agosto de 2006)

### Sencillos promocionales
- Bound To Roam (10 de abril de 2006)
- Deny (27 de junio de 2007)
- We Paint December (4 de junio de 2009)